# مجلس جنود بروكسل

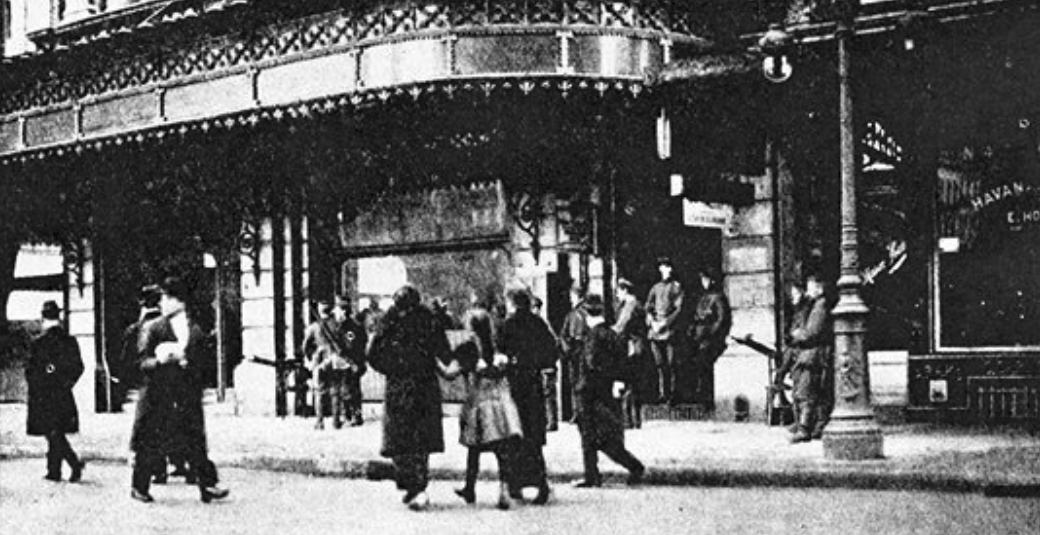
الجنود في الشوارع خلال فترة مجلس جنود بروكسل

كان مجلس جنود بروكسل منظمة ثورية مقرها بروكسل في بلجيكا أنشأها جنود متمردون من الجيش الإمبراطوري الألماني بتاريخ 9 نوفمبر 1918. تعاون الجنود الألمان المتمردون مع العمال البلجيكيين لإعلان جمهورية اشتراكية تتمتع بحق الاقتراع العام والعادل. ومع ذلك، وبينما كان الشاغل الرئيسي للجنود الألمان هو العودة إلى ديارهم، فإن العمال البلجيكيين الباقين لم يتمكنوا من منع جيوش الحلفاء المتقدمة من تسليم السلطة للقوميين البلجيكيين.

## شخصيات بارزة منخرطة في المجلس
- كارل أينشتاين